# Kalāsūr
Kalāsūr (persiska: کلاسور) är en ort i Iran.   Den ligger i provinsen Östazarbaijan, i den nordvästra delen av landet, 500 km nordväst om huvudstaden Teheran. Kalāsūr ligger 1 535 meter över havet och antalet invånare är 108.
Terrängen runt Kalāsūr är bergig västerut, men österut är den kuperad. Runt Kalāsūr är det ganska glesbefolkat, med 39 invånare per kvadratkilometer. Närmaste större samhälle är Osgelū, 14,4 km nordost om Kalāsūr. Trakten runt Kalāsūr består i huvudsak av gräsmarker.